# Досбатыров, Даулет Курмангалиевич
Даулет Курмангалиевич Досбатыров (каз. Дәулет Құрмағалиұлы Досбатыров; род. 20 апреля 1981; Нижний Тагил, Свердловская область, РСФСР) —  артист цирка, воздушный гимнаст, режиссёр-хореограф, режиссёр цирка, педагог.

## Биография
- Досбатыров Даулет Курмангалиевич родился 20 апреля 1981 года в городе Нижний-Тагил, Свердловская область, Россия.

- В 2001 году окончил Республиканский эстрадно-цирковой колледж имени Ж. Елебекова по специальности «цирковое искусство», квалификация: артист цирка (диплом с отличием).

- В 2008 году окончил Казахскую Национальную академию искусств имени Т.Жургенова по специальности «режиссура», квалификация: режиссер хореограф (диплом с отличием).

- В 2010 году окончил Казахскую Национальную академию искусств имени Т.Жургенова по специальности «хореография», квалификация: педагогика хореографии (магистр искусств) (диплом с отличием).

- В 2013 году присуждена ученая степень Доктора философии (PhD) по специальности (режиссура): (КазНАИ имени Т.Жургенова).
- В 2016 году присуждена степень Бакалавр (диплом с отличием): (Евразийская юридическая академия имени Д.А.Кунаева).

## Трудовая деятельность
- Трудовую деятельность начал в 1991 году учеником с практическим участием в компании Государственного циркового объединения «Росгосцирк».
- В 1992 году - артист цирка в жанре воздушной гимнастики в компании Государственного циркового объединения «Росгосцирк».
- С 2000 по 2005 годы — артист цирка в жанре воздушной гимнастики ТОО Управляющая компания «Астана-Холдинг».[1]
- С 2005 по 2010 годы — артист цирка в жанре воздушной гимнастики КГКП «Казгосцирк».
- С 2009 по 2013 годы — старший преподаватель и заведующий кафедрой "Сценическая пластика" Казахской Национальной академии искусств имени Т.Жургенова.
- С 2013 по 2014 годы — назначен на должность Заместителя директора по творческому развитию ГККП «Казгосцирк».[2][3]
- С 30 января 2015 года - Приказом руководителя управления культуры назначен Директором ГККП «Казгосцирк»
- С 15 июля 2016 г. - Приказом Министра культуры и спорта РК назначен на должность Проректора по творческой работе и международным отношениям КазНАИ им. Т. Жургенова;
- С 20 сентября 2018 по 21 февраля 2019 года - назначен на должность директора РГКП Республиканский эстрадно-цирковой колледж им. Ж. Елебекова.
- С 9 апреля 2019 года по 8 апреля 2021 года - директор РГКП Алматинское хореографическое училище имени А. Селезнева.

## Награды и премии
- В 1991 году на I-ом Всесоюзном детском конкурсе циркового искусства «Детский цирк на службе улыбке» за сложность трюков и артистичность был отмечен жюри и стал Лауреатом I-ой премии.
- В 1992 году на гастролях в Королевском цирке (Брюссель, Бельгия) с новым номером «Преодоление» был награждён Министром культуры Бельгии призом «Оскар Цирка».
- В 1993 году на II-ом Международном цирковом конкурсе в городе Верона (Италия), номер был удостоен награды «Бронзовая звезда».
- В 1996 году на VIII-ом молодёжном, Международном  цирковом конкурсе в Монте-Карло выступал с номером «Воздушный бал». Профессиональным жюри под председательством принца Монако Ренье III был награждён высшей наградой конкурса – «Золотой кубок».
- В 1999 году на VII-ом Международном цирковом конкурсе в г. Учао КНР – обладатель наград «Серебряный Лев» и «Золотая медаль» от Министерства культуры Китая.[4]
- В 2001 году на III-ем Международном цирковом конкурсе в городе Латина (Италия) – завоевал серебряную награду.
- В 2008 году на XI-ом Международном фестивале творческой молодёжи «Шабыт» (г. Астана) в номинации «Лучшая работа хореографа»  Досбатыров Д.К. был награждён Гран-при[5]
- В 2010 году лауреат I-Первого Всемирного фестиваля цирковой режиссуры «Ярмарка идей» в городе Санкт-Петербург.
- В 2013 году награжден дипломом качества (Diploma di Merito) и Европейской «Золотой медалью» Европейской научно-промышленной палаты.
- В 2014 году – обладатель Гран-при VII Международного фестиваля «Эхо Азии».
- В 2020 году - награжден медалью "За вклад в развитие образования".

## Научные статьи и публикации
- Досбатыров Д.К. является автором свыше двадцати научных статей и публикаций, посвященных проблемам циркового, хореографического и театрального искусств.
- Автор концепции книги альбома, посвященной 45-ю казахского цирка (2015 г.)
- Автор творческой концепции редакции книги альбома «Казахская национальная академия искусств им. Т. Жургенова (2018 г.)
- Главный редактор книги "Алматинское хореографическое училище имени А.Селезнева". (2019 г.)

## Государственные награды
- 2007 — Указом Президента РК от 7 декабря 2007 года награждён Почётной грамотой Республики Казахстан.[6]
- 2008 — Премия Союза Молодежи Казахстана «Серпер» за активные режиссёрские работы и новые постановки (в частности за спектакль «Одинокий Призрак»)
- 2010 — Премия Фонд Первого Президента Республики Казахстан — Лидера Нации
- 2014 — Указом Президента РК от 5 декабря 2014 года награждён орденом «Курмет»[7]

## Участие в телевизионных проектах
- Эпизодическая роль в киноэпопее "Томирис" (крепкий войн)
- Рекламный ролик питьевой воды "ASU"
- Рекламный ролик Ювелирного магазина "Gran Gem"
- Музыкальный клип - "Lido - Милый мой"
- Ведущий передачи - "Под куполом цирка"
- Намыс дода (Большие гонки) 2012
- Армрестлинг номад (армфайт)
- Спортивный телевизионный проект - Чемпион "Боксерский клуб" (Хабар)